# Państwowa szkoła muzyczna I i II stopnia w Słupsku
Państwowa Szkoła Muzyczna I i II stopnia im. Ignacego Jana Paderewskiego w Słupsku – publiczna szkoła muzyczna prowadząca nauczanie gry na fortepianie, skrzypcach, gitarze, wiolonczeli, akordeonie, trąbce, klarnecie, saksofonie, flecie poprzecznym i tubie. Prowadzone są również zajęcia edukacyjne z rytmiki i śpiewu, audycji muzycznych i kształcenia słuchu.

## Historia szkoły
Do roku 1950 Szkoła Muzyczna w Słupsku była szkołą prywatną, działającą pod nazwą „Szkoła Muzyczna im. Stanisława Moniuszki”. Upaństwowiona została w 1951 r. Wówczas istniały klasy: fortepianu, skrzypiec, akordeonu, śpiewu solowego, teorii, chóru i rytmiki. Obecnie Państwowa Szkoła Muzyczna I i II st. im. I .J. Paderewskiego znajduje się przy ul. Szczecińskiej 106 w Słupsku oraz posiada filie w Sławnie i Bytowie.